# Hans Woellke
Hans Woellke, född 18 februari 1911 i Bischofsburg i Ostpreussen i Tyska kejsardömet (nu Biskupiec i Polen) , död 22 mars 1943 i Kozyri i närheten av Minsk, var en tysk friidrottare.
Woellke blev olympisk mästare i kulstötning vid olympiska sommarspelen 1936 i Berlin.
Woellke tjänstgjorde som polis i Berlin före andra världskriget. Under andra världskriget var Woellke Hauptmann i Schupo. Den 22 mars 1943 dödades han i strid med partisaner i närheten av Minsk i Belarus. Tyskarna hämnades Woellkes död genom att döda alla invånare i den närliggande byn Chatyn. Woellke befordrades postumt till major i Schupo.